# Princess Erika
Pour les articles homonymes, voir Erika.
 (mai 2014).
Si vous disposez d'ouvrages ou d'articles de référence ou si vous connaissez des sites web de qualité traitant du thème abordé ici, merci de compléter l'article en donnant les références utiles à sa vérifiabilité et en les liant à la section « Notes et références ».
Érika Dobong'na, dite Princess Erika, est une chanteuse et actrice française. 

## Biographie
Princess Erika est née à Paris de parents camerounais. Sa mère, Marie-Claire Matip, fille d'un chef traditionnel, est l’une des premières femmes d'Afrique subsaharienne à avoir publié un livre. Elle épouse Julien Dobong'na Essiene, étudiant camerounais. Princess Erika a 3 soeurs Esther, chanteuse et musicienne (Princess Mataji Maa Tejomayee Devi, Estha Divine) Eva, chanteuse et musicienne, (Hewan décédée en 2011) et Elga, directrice de production.[réf. nécessaire]. 
Elle confirme sa filiation sur son compte Instagram officiel le 14 octobre 2022 par ses mots, à l'occasion du décès de son père : "C’est avec un immense chagrin que ma mère Marie-Claire Matip, mes sœurs [...] et moi-même apprenons le décès de notre père Julien Dobong’na Essiene." 
C'est d'abord à l'athlétisme qu'elle se consacre. En 1979, elle remporte le championnat de France pour la course de haies et le saut en longueur[réf. nécessaire]

### Musique
Elle est surtout[réf. nécessaire] connue pour ses chansons teintées de ragga, notamment ses titres Trop de bla bla ou Faut qu’j’travaille ou encore l'Amour Illimté en duo avec Diana King. En 1982, Erika fait partie avec deux de ses trois sœurs du groupe Blackheart Daughters fondé par Patricia N'Diaye et Estha Divine, puis évolue avec Princess and the Royal Sound, avec qui elle effectue plusieurs tournées en première partie du Jamaïcain Dennis Brown. La même année, elle est intronisée membre de la Zulu Nation par Afrika Bambaataa, lors d’une soirée au Bataclan, aux côtés du DJ Dee Nasty et du rappeur Lionel D.
En 1988, elle compose, écrit, produit et enregistre à Londres son single Trop de bla bla, qui la fera connaître au public français. Cet hymne féministe contre les violences conjugales (Il dit qu'il est mon prince mais il a des actes de démence/ Et comme je le découvre, il sombre dans la violence) sera son premier titre classé dans le Top 50. Distribué d'abord par le label Celluloïd, le titre lui permet d'obtenir un contrat chez Polydor qui ressort le 45-tours sous son étiquette. Ce titre emblématique pose Princess Erika en pionnière de la scène urbaine des années 1980 et contribue à la popularité du ragga en France.
L'année suivante sort Bleu Blanc Vert de Jean-Louis Aubert, album auquel elle participe en tant que choriste. Elle sort son deuxième single Tendress en 1989 et on commence à la voir au cinéma dans Maman de Romain Goupil (1990), et à la télé dans la série Le gorille (1991).
En 1992, Princess Erika publie son premier album accompagné par le single Calomnie.
En 1993, elle est nommée aux Victoires de la musique dans la catégorie « Révélation variétés féminine. » Multipliant les voyages, elle publie en 1995 son deuxième album, D'origine, qui contient le succès Faut qu’j’travaille, titre qui la propulse dans le classement de tête des ventes françaises début 1996 (c'est son deuxième titre à se classer dans le Top 50). La même année, elle chante en duo avec Catherine Ringer (Les Rita Mitsouko) le mémorable Ailleurs sur l'album Les Rita Mitsouko Acoustiques. En 1997, elle enregistre un duo avec Marc Lavoine sur le titre Les hommes sont des femmes comme les autres, participe aussi aux Les Enfoirés et écrit également pour différents artistes tel le titre Embrasse-moi pour les Nubians.
C'est chez EPIC (Sony Music) que sort, en 1999, Tant qu'il y aura, son troisième album avec un casting de musiciens prestigieux dont Sly Dunbar, Robbie Shakespeare ou encore Dominic Miller.
En 2000, elle fonde l'association Les Voix de l'espoir et invite de nombreuses interprètes telles que : Carole Fredericks, K-Reen, Amina, Nina Morato, Jocelyne Béroard, Lââm, Assia, Rokia Traoré, China Moses, Julie Zenatti, Nicoletta, Tilly Key, Anggun, Sally Nyolo, Nathalie Cardone, Nourith, Leyla Doriane, Kali Kamga et Tilda à chanter sur le titre Que serais-je demain ? sorti en 2001. Elle participe la même année au World Music Festiv'Alpe de Château-d'Œx dans le canton de Vaud en Suisse romande.
En 2004, elle a participé à l'album Agir Réagir en faveur des sinistrés du tremblement de terre qui a secoué la région d'Al Hoceïma, au Maroc le 24 février. On peut aussi la retrouver en musique en 2006 sur Il est 5 heures Kingston s'éveille, compilation de reprises reggae de grands succès de la chanson française, où elle interprète La Vie en rose et où elle donne la réplique à Pierpoljak sur J'ai encore rêvé d'elle. 
En mai 2011 sortait son album Juste Erika sur toutes les plateformes de téléchargement légal. 
En mai 2018, elle sort un nouveau single, Délivrée, dont le clip a été réalisé par Anisia Uzeyman.
En 2019, elle publie le single L'Amour Illimité en duo avec l'artiste internationale Diana King.
En 2019, elle est à l'affiche de la tournée Born in 90, qui réunit plusieurs chanteurs des années 1990 comme Larusso, Ménélik, Zouk machine, Allan Théo, Worlds Apart, Benny B ou encore Génération Boys Band.
En 2021, elle rejoint Didier Sustrac, autre artiste des années 1990, pour le duo Langue de bois.
Le 18 novembre 2022, elle annonce la sortie de son premier album depuis onze ans, J'suis pas une sainte, auquel participent Marka, la chanteuse Petite gueule, et enfin ses fils Julien et Oudima.
En 2024, elle est à l'affiche de la tournée RFM Party 90 qui réunit plusieurs chanteurs des années 1990 comme Larusso, Ménélik ou encore Boris.

### Autres activités
En parallèle de sa carrière de chanteuse, Princess Erika a également une carrière de comédienne avec quelques rôles au cinéma et au théâtre. Le metteur en scène Peter Brook lui confie le rôle de Matilda dans la pièce Le Costume au théâtre des Bouffes du Nord en l'an 2000.
De 2002 à 2005 on a pu la voir régulièrement dans Les Monologues du vagin d'Eve Ensler.
En 2005, elle participe à la deuxième saison de l'émission La Ferme Célébrités au profit de l'association africaine « Routes du sud », consacrée à l’aide aux jeunes femmes et aux enfants. Elle a organisé les quatre éditions des concerts Les Voix de l'espoir au profit de La chaîne de l'espoir.
À partir de 2006, on peut aussi la voir régulièrement aux côtés de Laurent Ournac dans Camping Paradis. En décembre 2012 le site du magazine Public annonce qu'elle arrête Camping Paradis.
En 2008, elle joue dans une pièce avec Steevy Boulay et Vincent Azé, Le Petit Trésor, à la Grande Comédie. Entre octobre 2011 et juin 2014, Princess Erika est sociétaire de l'émission radiophonique Les Grosses Têtes de Philippe Bouvard sur RTL de 16h à 18h.
En 2016, elle devient jury de la 3e saison l'émission Music explorer, les chasseurs de sons sur France O.
En 2017, elle offre la recette sucrée du princess cake pour le livre Pacôme Toulemonde ! de Rom Juan, avec des conseils aux enfants autour du goûter.
En mars 2022, elle affiche son soutien à la candidature de Jean-Luc Mélenchon en vue de l'élection présidentielle française de 2022,.
Depuis 1999, son titre Trop de Bla-Bla est repris dans des publicités pour le groupe d'assurance MMA avec le slogan Zéro tracas, zéro bla bla, ce qui lui assure un revenu annuel d'une soixantaine de milliers d'euros, suffisant pour développer les projets qu'elle souhaite sans se soucier qu'ils remportent un large succès.
Elles a été élue depuis juin 2024 au conseil d'administration de la Sacem pour un mandat de trois ans.

### Vie privée
Princess Erika a deux enfants : Julien, né en 1983, et Oudima, né en 2003.

## Discographie

### Albums
- 1992 : Princess Erika (Polydor)
- 1995 : D'origine (Polydor)
- 1999 : Tant qu'il y aura (EPIC)
- 2005 : À l'épreuve du temps (Alerte Orange)
- 2011 : Juste Erika (eɘ)
- 2022 : J'suis pas une sainte (EPM)

### Singles
- 1988 : Trop de bla bla - #39 en France
- 1989 : Tendress
- 1992 : Calomnie
- 1995 : Faut qu'j'travaille - #15 en France, #38 en Belgique (Wallonie)
- 1996 : C'est ma vie
- 1997 : Les hommes sont des femmes comme les autres avec Marc Lavoine
- 1998 : Mélangeons-nous (Bande originale du film Charité biz'ness de Thierry Barthes)
- 1999 : Nouvelle Génération
- 1999 : Stop
- 2005 : Je dois partir
- 2011 : On s'en va
- 2011 : Tourne
- 2014 : Sur la route du reggae
- 2018 : Délivrée
- 2019 : L'Amour illimité avec Diana King
- 2021 : Langue de bois avec Didier Sustrac
- 2022 : Je suis pas une sainte
- 2024 : Oh mama
- 2024 : Travailler c’est trop dur avec Daddy Yod

### Participations
- 1996 : Les hommes sont des femmes comme les autres en duo avec Marc Lavoine sur l'album Lavoine Matic
- 1996 : Ailleurs en duo avec Les Rita Mitsouko sur l'album live Acoustiques
- 1996 : La Soirée des Enfoirés où elle chante J'ai dix ans, Melissa et Maladie d'amour
- 1997 : Le Zénith des Enfoirés où elle chante Comme un garçon, J'aime les filles, Le soleil donne et une partie de Sauver l'amour
- 1998 : Sa raison d'être (au profit du Sidaction)
- 2001 : Que serais-je demain ? (au profit de La chaîne de l'espoir)
- 2002 : Jah Know en duo avec Sally Nyolo sur l'album Zaïone
- 2004 : Agir Réagir (au profit de l'assocation Juste pour eux)
- 2006 : La vie en rose et J'ai encore rêvé d'elle en duo avec Pierpoljak sur l'album Il est 5 heures Kingston s'éveille
- 2010 : 1 Geste pour Haïti chérie au sein d'un collectif sur le single homonyme
- 2013 : Toi femme (Clip de Micheline Abergel contre la violence faite aux femmes)
- 2014 : La vie sans Sida (collectif Vi(h)e pluri-elles)
- 2017 : We need you now (collectif Les voix des femmes)
- 2018 : La Vie en rose, a cappella (Clip YouTube pour le livre Tatoublié de A à Z)
- 2021 : Langue de bois en duo avec Didier Sustrac sur l'album Marcher derrière

## Distinction
- Nommée aux Victoires de la musique 1993 dans la catégorie Révélation variétés féminine

## Filmographie

### Cinéma
- 1990 : Maman de Romain Goupil : Marilyn
- 1998 : Charité biz'ness de Thierry Barthes : Juliette
- 2003 : Les Marins perdus de Claire Devers[13]
- 2005 : Le Jardin de Papa de Zeka Laplaine[14] : Kapinga
- 2006 : Quand les anges s'en mêlent... de Crystel Amsalem[15] : Yta
- 2023 : Moi, capitaine de Matteo Garrone : Femme aidant une femme enceinte

### Télévision
- 2006 - 2013 : Camping Paradis : Rosy
- 2008 : Cinq Sœurs : Traoro
- 2013 : La Légende des filles d'Eve et du serpent de Denys Maury : La réalisatrice
- 2016 : Les Mystères de l'amour (TMC) : Mathilda Malville
- 2018 : Access (série sur C8) : Aïcha
- 2022 : Le Meilleur d'entre nous, mini-série de Floriane Crépin

## Théâtre
- 2000 : Le Costume de Mothobi Mutloatse et Barney Simon, mise en scène de Peter Brook, au théâtre des Bouffes du Nord : Matilda
- 2002 - 2005 : Les Monologues du vagin d'Eve Ensler
- 2008 : Le Petit trésor de Jean Yves Rogale

## Activités audiovisuelles

### Télévision
- 2005 : La Ferme Célébrités - saison 2 sur (TF1) : candidate
- 2015 : Fort Boyard (France 2) : participante
- 2015 : Les People retournent à l'école (NRJ 12)
- 2015 : Le Grand Match des années 90 sur D8 : candidate
- 2015 : L'académie des 9 (NRJ 12) : pensionnaire
- 2016 : Mot de passe (France 2) : « Maître-mot »
- 2016 : Le meilleur Patissier célébrités 1 (M6) : candidate
- 2016 : Music explorer, les chasseurs de sons 3 (France Ô) : jurée.

### Radio
- 2011 - 2014 : Les Grosses Têtes (RTL) : sociétaire